# Torre del Bierzo
Torre del Bierzo (auch: Torre de Santa Marina) ist eine Gemeinde mit 1.968 Einwohnern (Stand: 2024) im nordwestlichen Zentral-Spanien in der Provinz León in der Autonomen Gemeinschaft Kastilien-León. Die Gemeinde besteht neben dem Hauptort Torre del Bierzo aus den Ortschaften Albares de la Ribera, Las Ventas de Albares, Santa Marina de Torre, Santa Cruz de Montes, La Granja de San Vicente, San Andrés de las Puentes, Matavenero y Poibueno, Tremor de Abajo, San Facundo und Fonfría	sowie den Wüstungen Santibáñez de Montes und Cerezal de Tremor. 

## Geografie
Torre del Bierzo liegt etwa 80 Kilometer westlich von León in einer Höhe von ca. 755 m am Río Boeza. 

## Geschichte
Im Januar 1944 kam es zu einem katastrophalen Eisenbahnunfall, als die Bremsen eines Nachtzuges versagten und dieser wegen eines Gefälles auf einen Güterzug in einem Tunnel aufprallte. Offiziell wurden 78 Tote gemeldet. Heutige Schätzungen gehen von mindestens 200, möglicherweise sogar mehr als 500, Tote aus. 

## Bevölkerungsentwicklung
| Jahr        | 1900 | 1950 | 1970 | 1981 | 1991 | 2001 | 2011 | 2021 |
| ----------- | ---- | ---- | ---- | ---- | ---- | ---- | ---- | ---- |
| Einwohner   | 2106 | 3606 | 4466 | 4085 | 3609 | 3102 | 2562 | 2079 |
| Quelle: INE |      |      |      |      |      |      |      |      |

## Wirtschaft
Torre del Bierzo profitierte Mitte des 20. Jahrhunderts vom Kohleabbau (Anthrazitkohle). Die Gemeinde ist Teil der Weinregion El Bierzo.

## Sehenswürdigkeiten
- römische Brücke aus dem 1. Jahrhundert
- Aemilianuskirche in Albares de la Ribera
- Benediktskirche in Torre del Bierzo
- Vinzenzkirche in La Granja
- Andreaskirche in Las Puentes
- Kirche San Facundo
- Kreuzkirche in Montes
- Konventssiechenhaus Santa María Magdalena in Cerezal de Tremor
- Bergarbeitermuseum

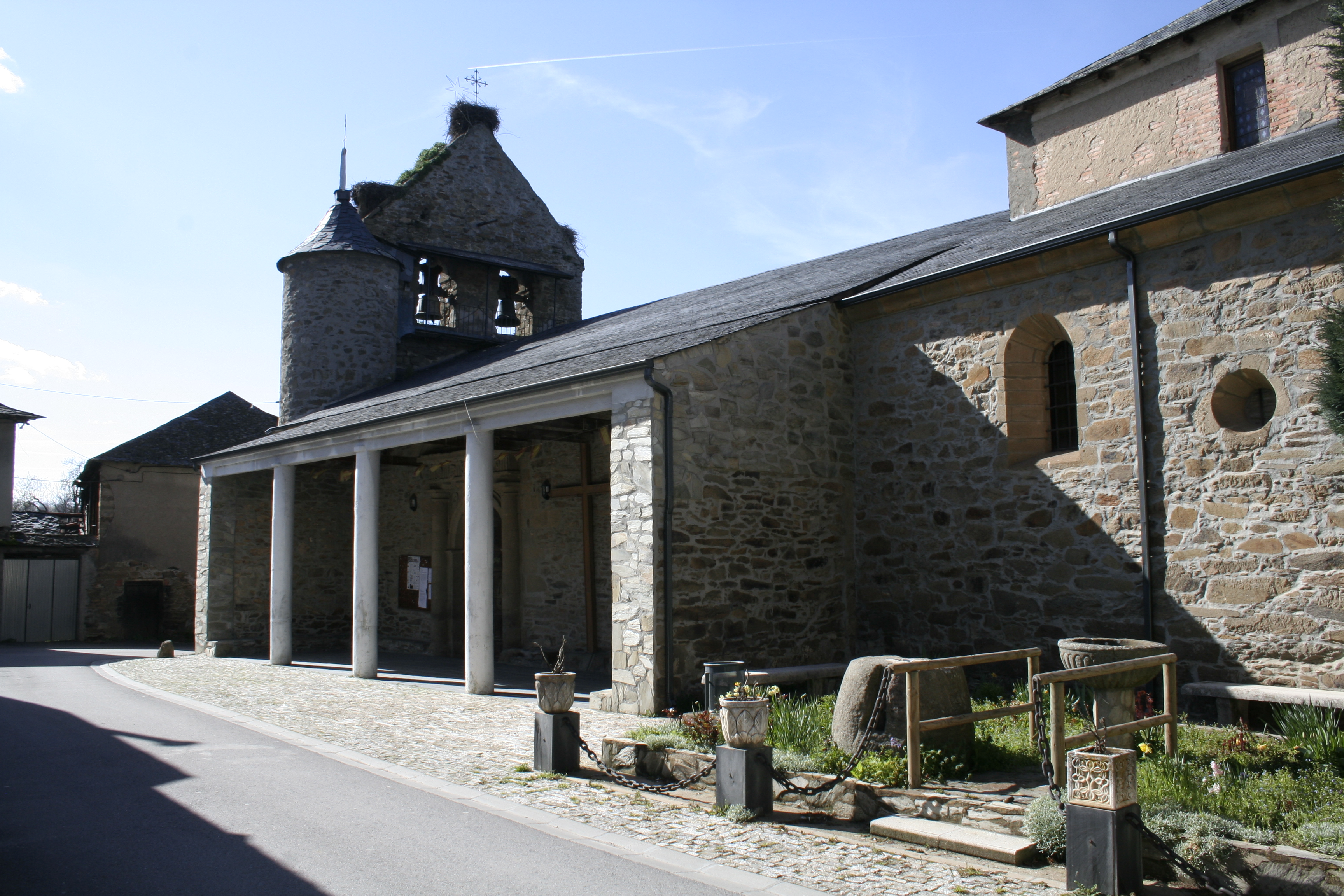
Aemilianuskirche
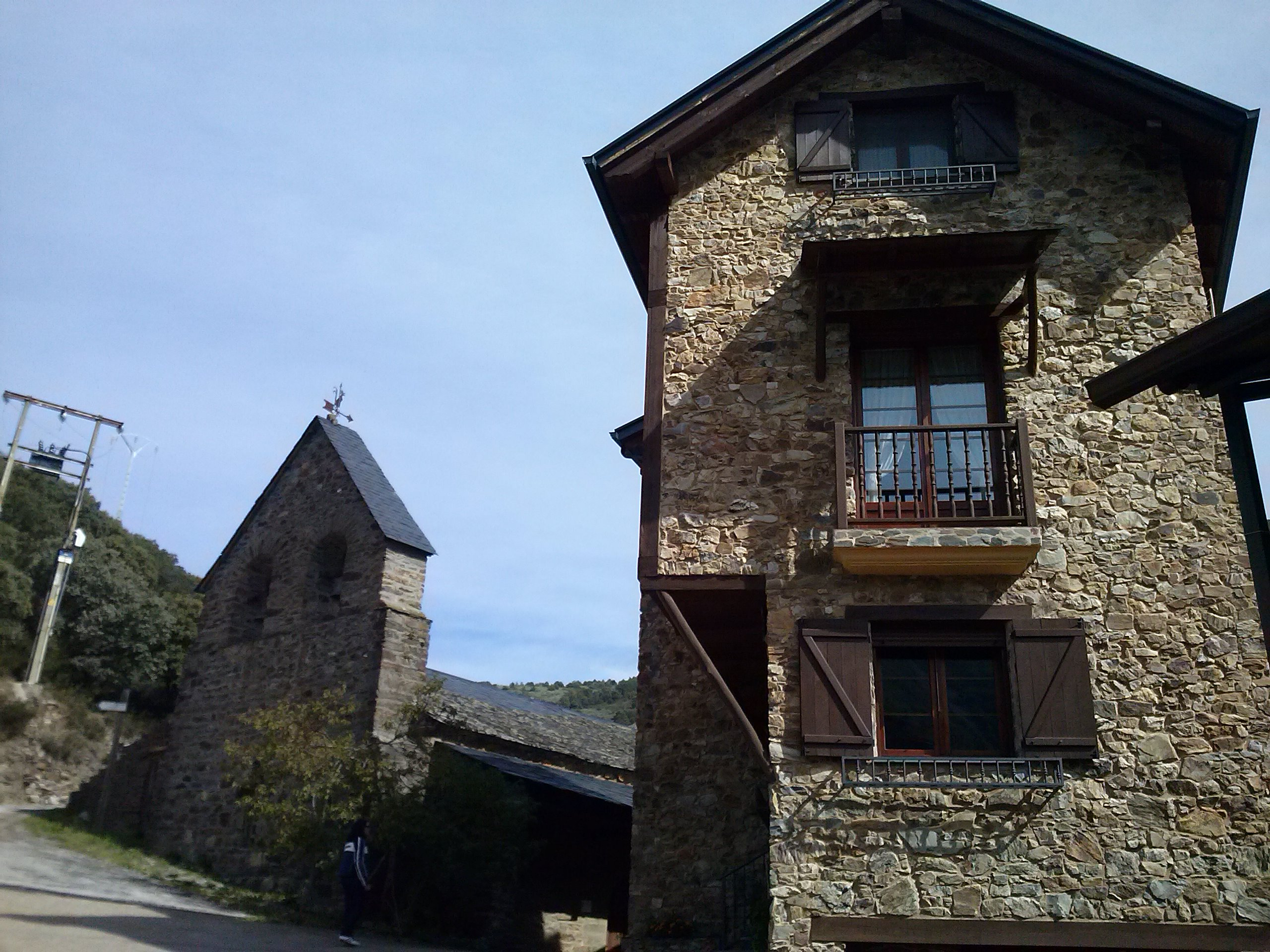
Kirche San Facundo
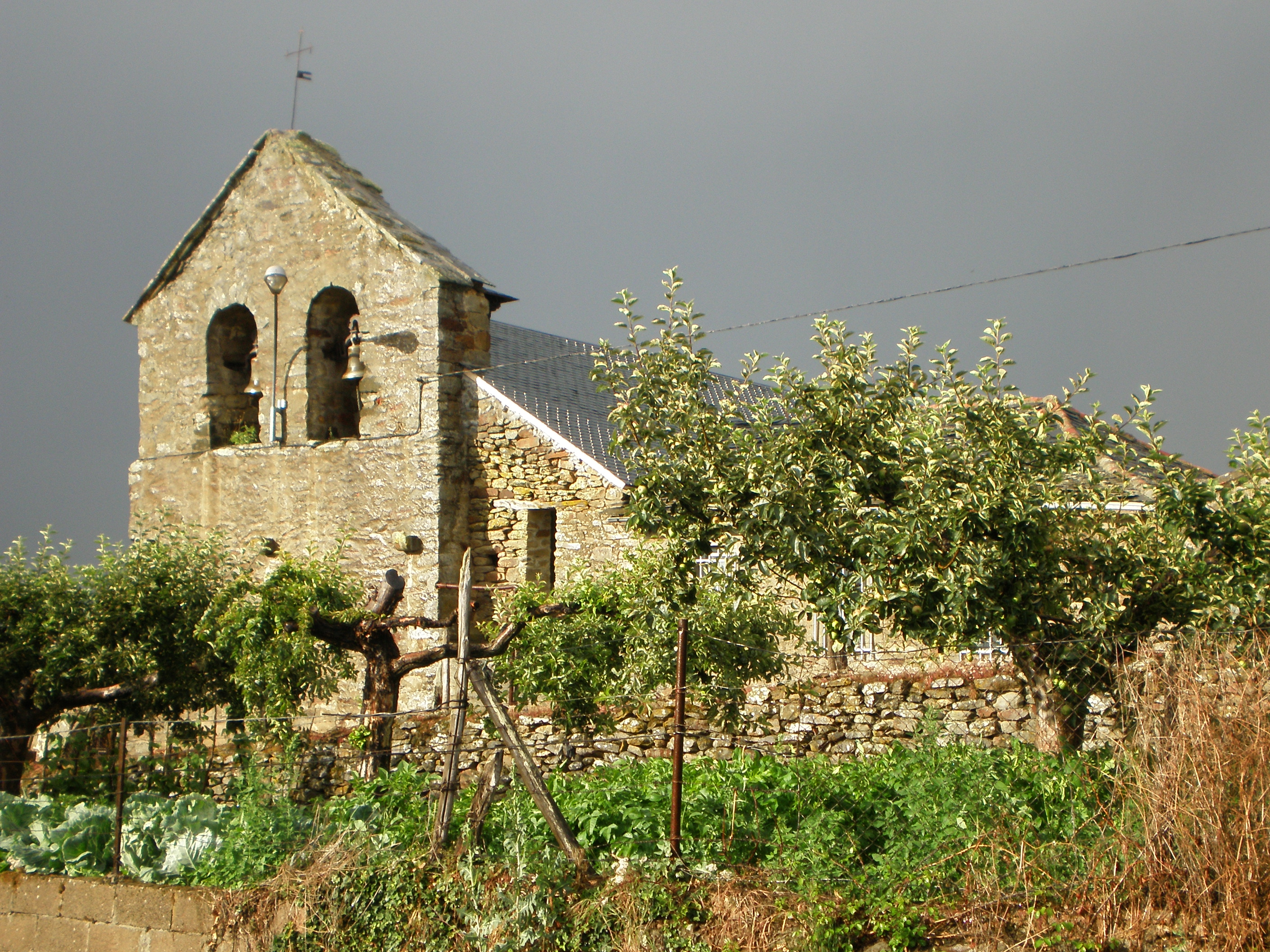
Vinzenzkirche